# Téseny
Téseny is een plaats (község) en gemeente in het Hongaarse comitaat Baranya. Téseny telt 322 inwoners (2001).